# Гледстоун (парафія, Нью-Брансвік)
Гледстоун (англ. Gladstone) — парафія в Канаді, у провінції Нью-Брансвік, у складі графства Санбері.

## Населення
За даними перепису 2016 року, парафія нараховувала 452 особи, показавши скорочення на 6,8%, порівняно з 2011-м роком. Середня густина населення становила 1,2 осіб/км².
З офіційних мов обидвома одночасно володіли 50 жителів, тільки англійською — 405. Усього 5 осіб вважали рідною мовою не одну з офіційних.
Працездатне населення становило 64,9% усього населення, рівень безробіття — 20,8% (22,6% серед чоловіків та 17,6% серед жінок). 79,2% осіб були найманими працівниками, а 18,8% — самозайнятими.
Середній дохід на особу становив $33 767 (медіана $27 808), при цьому для чоловіків — $37 886, а для жінок $28 192 (медіани — $35 584 та $22 336 відповідно).
47,3% мешканців мали закінчену шкільну освіту, не мали закінченої шкільної освіти — 20,3%, 35,1% мали післяшкільну освіту, з яких 19,2% мали диплом бакалавра, або вищий, 10 осіб мали вчений ступінь.
| Статево-вікова структура населення | Статево-вікова структура населення | Статево-вікова структура населення | Статево-вікова структура населення | Статево-вікова структура населення |
| ---------------------------------- | ---------------------------------- | ---------------------------------- | ---------------------------------- | ---------------------------------- |
|                                    |                                    |                                    |                                    |                                    |
| Всього                             | Всього                             | 53,8%46,2%                         |                                    |                                    |
| 0 — 14 років                       | 0 — 14 років                       |                                    | 15,6%                              | 15,6%                              |
| 15 — 64 років                      | 15 — 64 років                      |                                    | 70%                                | 70%                                |
| 65 і більше                        | 65 і більше                        |                                    | 14,4%                              | 14,4%                              |
| 85 і більше                        | 85 і більше                        |                                    | 2,2%                               | 2,2%                               |
| Середній вік (років)               | Середній вік (років)               | 41,442,9                           | 42,1                               | 42,1                               |
| Медіана (років)                    | Медіана (років)                    | 44,746,0                           | 45,5                               | 45,5                               |
| — чоловіки — жінки                 |                                    |                                    |                                    |                                    |

| Походження мешканців:     | Походження мешканців:     | Походження мешканців: | Походження мешканців: | Походження мешканців: |
| ------------------------- | ------------------------- | --------------------- | --------------------- | --------------------- |
| Походження                |                           |                       | осіб                  | %                     |
| Корінні американці        | Корінні американці        |                       | 15                    | 3.33%                 |
| Інше північноамериканське | Інше північноамериканське |                       | 290                   | 64.44%                |
| Європейське               | Європейське               |                       | 240                   | 53.33%                |
| британське                | британське                |                       | 210                   | 46.67%                |
| французьке                | французьке                |                       | 40                    | 8.89%                 |

| Зайнятість населення за галузями (за класифікацією NOC): | Зайнятість населення за галузями (за класифікацією NOC): | Зайнятість населення за галузями (за класифікацією NOC): | Зайнятість населення за галузями (за класифікацією NOC): | Зайнятість населення за галузями (за класифікацією NOC): |
| -------------------------------------------------------- | -------------------------------------------------------- | -------------------------------------------------------- | -------------------------------------------------------- | -------------------------------------------------------- |
|                                                          |                                                          |                                                          |                                                          |                                                          |
| Управління                                               | Управління                                               |                                                          | 4,3%                                                     | 4,3%                                                     |
| Бізнес, фінанси та адміністрування                       | Бізнес, фінанси та адміністрування                       |                                                          | 17%                                                      | 17%                                                      |
| Охорона здоров'я                                         | Охорона здоров'я                                         |                                                          | 4,3%                                                     | 4,3%                                                     |
| Освіта, правозахист, муніципальні та урядові служби      | Освіта, правозахист, муніципальні та урядові служби      |                                                          | 14,9%                                                    | 14,9%                                                    |
| Роздрібна торгівля та послуги                            | Роздрібна торгівля та послуги                            |                                                          | 21,3%                                                    | 21,3%                                                    |
| Гуртова торгівля, транспорт та обладнання                | Гуртова торгівля, транспорт та обладнання                |                                                          | 21,3%                                                    | 21,3%                                                    |
| Природні ресурси, сільське господарство                  | Природні ресурси, сільське господарство                  |                                                          | 4,3%                                                     | 4,3%                                                     |
| Виробництво                                              | Виробництво                                              |                                                          | 10,6%                                                    | 10,6%                                                    |

## Клімат
Середня річна температура становить 5,2°C, середня максимальна – 23,3°C, а середня мінімальна – -16,1°C. Середня річна кількість опадів – 1 208 мм.
| Клімат поселення                              | Клімат поселення | Клімат поселення | Клімат поселення | Клімат поселення | Клімат поселення | Клімат поселення | Клімат поселення | Клімат поселення | Клімат поселення | Клімат поселення | Клімат поселення | Клімат поселення | Клімат поселення |
| Показник                                      | Січ.             | Лют.             | Бер.             | Квіт.            | Трав.            | Черв.            | Лип.             | Серп.            | Вер.             | Жовт.            | Лист.            | Груд.            |                  |
| Середній максимум, °C                         | −2,99            | −1,56            | 3,93             | 10,52            | 17,32            | 22,06            | 23,27            | 22,50            | 17,65            | 11,66            | 5,61             | −1,82            |                  |
| Середня температура, °C                       | −9,5             | −8,09            | −2,6             | 3,99             | 10,78            | 15,52            | 18,88            | 18,11            | 13,25            | 7,27             | 1,22             | −6,21            |                  |
| Середній мінімум, °C                          | −16,05           | −14,62           | −9,13            | −2,54            | 4,24             | 8,98             | 14,49            | 13,73            | 8,86             | 2,87             | −3,17            | −10,61           |                  |
| Норма опадів, мм                              | 112              | 75               | 102              | 95               | 111              | 95               | 99               | 91               | 97               | 102              | 116              | 113              |                  |
| Середньомісячна швидкість вітру, м/с          | 3.73             | 3.80             | 3.94             | 3.80             | 3.41             | 3.00             | 2.70             | 2.50             | 2.84             | 3.21             | 3.50             | 3.70             |                  |
| Середньомісячна сонячна радіація, кДж/м²·день | 5350             | 8571             | 12261            | 15398            | 18201            | 20248            | 19952            | 17674            | 13234            | 8539             | 5102             | 4193             |                  |
| --------------------------------------------- | ---------------- | ---------------- | ---------------- | ---------------- | ---------------- | ---------------- | ---------------- | ---------------- | ---------------- | ---------------- | ---------------- | ---------------- | ---------------- |
| Джерело:                                      |                  |                  |                  |                  |                  |                  |                  |                  |                  |                  |                  |                  |                  |